# Guépard (есмінець)
«Гепа́рд» (англ. FS Guépard) — військовий корабель, лідер ескадрених міноносців головний у своєму типі Військово-морського флоту Франції у роки Другої світової війни. За французькою кваліфікацією великий ескадрений міноносець або контр-міноносець (фр. contre-torpilleur).
«Гепард» був закладений 14 березня 1927 року на верфі компанії Arsenal de Lorient у Лор'ян. 19 квітня 1928 року він був спущений на воду, а 13 серпня 1929 року увійшов до складу ВМС Франції.
На момент початку Другої світової війни «Гепард» був флагманом 3-го дивізіону контр-міноносців з базуванням у Тулоні. 13-14 червня 1940 року брав участь в операції проти Генуї. До моменту капітуляції Франції базувався на Тулоні. У початку 1941 року перебазувався в Бейрут.
9 червня 1941 «Гепард» та «Вальмі» обстрілювали позиції австралійських військ у гирлі річки Літані. При відході контр-міноносці вступили в бій з дивізіоном британських есмінців і добилися трьох влучень з великої дистанції. У свою чергу, «Гепард» отримав пробоїну від вогню противника. Відчуваючи дефіцит боєприпасів французькі кораблі вийшли з бою і повернулися в Бейрут.
У ніч на 23 червня 1941 року успішно прорвав британську блокаду Бейрута. Незважаючи на перевагу британських сил, що мали проти «Гепарда» два легких крейсери і три есмінці, корабель зумів піти від противника завдяки перевазі у швидкості. У липні 1941 року разом з «Вальмі» і «Вокеленом» перекидав сухопутні війська до Сирії, але після виявлення французького з'єднання повітряною розвідкою британців операція була перервана і кораблі повернулися в Тулон.
27 листопада 1942 року лідер есмінців затоплений у Тулоні для запобігання захоплення його німецькими військами. Надалі рештки «Гепарда» було піднято італійськими рятувальниками, але він був визнаний непридатним до відновлення. 11 березня 1944 року вдруге затоплений у Тулоні американськими бомбардувальниками.